# 阿苏坦
阿苏坦，是西班牙卡斯蒂利亚-拉曼恰托莱多省的一个市镇。总面积22平方公里，总人口335人（2001年），人口密度15人/平方公里。